# Signalisierungsprotokoll
Signalisierungsprotokolle sind Kommunikationsprotokolle, die der Signalisierung dienen.

## Telekommunikationsnetze
Im Bereich der Telekommunikation unterscheidet man Signalisierungsprotokolle (englisch signalling protocols), früher auch Zeichengabe- oder Telekommunikationsverfahren genannt, von Signalisierungssystemen (englisch signalling systems). Protokolle sind Verfahrensvorschriften, mit denen Steuernachrichten codiert, decodiert und interpretiert werden. Mehrere Protokolle, in sogenannten Schichten angeordnet (siehe auch ISO/OSI-Referenzmodell), dienen zur Abdeckung einer Netzanforderung und bilden ein Signalisierungssystem. Protokolle unterliegen in der Regel einer Standardisierung, um Produkte verschiedener Telekommunikationshersteller zusammenschließen zu können. Den in internationalen und nationalen Gremien standardisierten Protokollen stehen proprietäre Protokolle gegenüber, die keiner Standardisierung unterliegen und meistens von einzelnen Herstellerfirmen herausgegeben werden.
Ein Beispiel eines Signalisierungssystems ist das Signalling System No. 7. Ein Signalisierungsprotokoll darin wäre zum Beispiel SCCP oder ISUP.

### Typen von Signalisierungsprotokollen

#### Übertragungsweg der Signalisierungsinformationen
Prinzipiell sind folgende Varianten der Übertragung der Signalisierungsinformationen zu unterscheiden:
- Nutzkanal-Signalisierung (in-band signalling)
Hierbei wird die Signalisierungsinformation im Nutzkanal mit übertragen. Angewandt zum Beispiel bei Analog-Telefonen und (früher) bei analogen Telefonnetzen. Nutzkanal-Signalisierungs-Verfahren bezeichnet man auch als kanalgebundene Zeichengabe (engl. channel-associated signalling)
- Nebenkanal-Signalisierung (out-of-band signalling)
Hierbei wird die Signalisierungsinformation in einem separaten Signalisierungskanal übertragen, der dem Nutzkanal direkt zugeordnet ist. Angewandt zum Beispiel bei ISDN-Telefonen und in digitalen Telefonnetzen.
- Zentralkanalzeichengabe 
 Hierbei wird die Signalisierungsinformation für eine größere Zahl von Nutzkanälen, die auf mehrere Leitungsbündel verteilt sein können, in einem gemeinsamen Zeichengabekanal übertragen. Dies ist beim Signalling System No. 7 der Fall.

#### Funktion im Telefonnetz
Man unterscheidet die Arten der Signalisierung auch nach ihrer Funktion im Telefonnetz, ob sie Schnittstellen zwischen Netzknoten (NNI) oder zwischen Netzknoten und Anschlüssen (UNI) definieren.
- Beispiele für Signalisierungsprotokolle auf Benutzer-Schnittstellen (UNI):
  - Mehrfrequenzwahlverfahren (bei analogen Telefonen heute allgemein üblich)
  - Impulswahlverfahren (älteres Signalisierungsprotokoll für analoge Telefone)
  - Dioden-Erd-Verfahren (älteres Signalisierungsprotokoll für analoge Telefone vor allem an Telefonanlagen)
  - ITU-T Q.931 des DSS1 (bei ISDN-Telefonen und -Telefonanlagen heute allgemein üblich)
  - FTZ 1 TR 6 (älteres Signalisierungsprotokoll für ISDN-Telefone).
- Beispiele für Signalisierungsprotokolle zwischen Netzknoten innerhalb eines Telefonnetzes (NNI):
  - Signalling System No. 7 (digital, heute fast ohne Ausnahme verwendet)
  - Signalling System No. 5 (letztes analoges Verfahren, nur international)
  - Impulswahlverfahren (veraltetes Verfahren, für Telefonnetze in Europa nicht mehr verwendet).

#### Übertragungsart der Signalisierungsinformationen
Eine weitere Unterscheidung erhält man für analoge und digitale Übertragung der Signalisierungsprotokolle. Obwohl analoge Vermittlungstechnik und deren analoge Signalisierung zwischen Vermittlungsknoten heute in Europa nicht mehr verwendet werden, spielten sie früher für den ersten Aufbau eines weltumspannenden Telefonnetzes eine wichtige Rolle. Zeichen, oder Signale, sind prinzipiell immer digital codiert, sie übermitteln auf einer bestimmten Verarbeitungsebene diskrete Informationen. Jedoch besteht der Unterschied in der physischen Schicht der Übertragung, der bei den älteren analogen Technologien zur Unterscheidung der Zeichen verwendet wurde. Sie sind hier nicht binär codiert, wie bei der sogenannten digitalen Signalisierung, sondern ihre Unterscheidung beruht beispielsweise auf der Länge eines Signales, siehe Impulskennzeichenverfahren 50 (IKZ 50) oder der Tonhöhe eines gesendeten Tones wie beispielsweise bei den Mehrfrequenzwahlverfahren.
- Beispiele für analoge Signalisierungsprotokolle: 
  - IKZ50
  - Impulswahlverfahren
  - Mehrfrequenzwahlverfahren
- Beispiele für digitale Signalisierungsprotokolle: 
  - Signalling System No. 7,
  - DSS1 (ITU-T Q.931)

#### Paketvermittelnde Verfahren
In modernen paketvermittelten Netzen werden auch Signalisierungsinformationen über IP-Verbindungen geführt. Ein Beispiel hierfür ist
- SIGTRAN (Signalling System No. 7 over IP)

Bei der IP-Telefonie gewinnen neue, protokolltransparente Signalisierungen immer mehr an Bedeutung. Hierunter fallen
- Session Initiation Protocol, kurz SIP
- Teile des H.323-Protokolls
- H.248
- Skinny

## Internet
Im Internet dient Signalisierung zur Konfiguration von Middleboxes oder Endknoten zur Erstellung von dauerhaften (hard states) oder flüchtigen (soft states) Zuständen. Middleboxes sind Knoten, die zwischen einem Sender und Empfänger positioniert sind, und neben der Weiterleitung von Datenpaketen diese verändern oder auswerten.
Beispiele für Signalisierungsprotokolle sind Protokolle für
- QoS-Signalisierung, z. B. Resource Reservation Protocol (RSVP),
- Sitzungsaufbau, z. B. H.323 und SIP

In der IETF Working Group Next Steps in Signaling wurde ein generisches Protokollframework für Signalisierung entwickelt. Hierzu entstanden RFCs für
- QoS-Signalisierung durch das QoS NSIS Signaling Layer Protocol (RFC 5974[1])
- Network Address Translation (NAT)- und Firewallkonfiguration durch NAT/FW NSIS Signaling Layer Protocol (RFC 5973[2])